# School of Rock (musical)
School of Rock is een rockmusical met muziek van Andrew Lloyd Webber, teksten van Glenn Slater en een libretto door Julian Fellowes. Gebaseerd op de gelijknamige film uit 2003 met een script van Mike White, volgt de musical Dewey Finn, een werkeloze  rockzanger en -gitarist die zich voordoet als invalleerkracht op een prestigieuze prep school. Na het ontdekken van het muzikale talent in zijn studenten, vormt Dewey een band van vijfdeklassers, in een poging om de aankomende wedstrijd van Battle of the Bands te winnen.
De musical werd in december 2014 aangekondigd en ging op 6 december 2015 in première. Voorafgaand aan het debuut van School of Rock werden in het Gramercy Theatre in Manhattan in juni 2015 geënsceneerd concerten opgevoerd. De Broadwaypremière en wereldpremière was in het Winter Garden Theatre op 6 december 2015 volgend op try-outs die begonnen op 9 november 2015 onder regie van Laurence Connor en choreografie van JoAnn M. Hunter, met in de hoofdrol Alex Brightman en Sierra Boggess als respectievelijk Dewey Finn en Rosalie Mullins. De musical ging in première op West End in het New London Theatre op 14 november 2016.

## Achtergrond
De musical is gebaseerd op de film School of Rock uit 2003. Het plot volgt de tobbende rockzanger en -gitarist Dewey Finn, die uit de band No Vacancy is gezet en zichzelf vervolgens voordoet als invalleerkracht op een prestigieuze prep school. Na het ontdekken van het muzikale talent in zijn leerlingen, vormt Dewey een band van vijfdeklassers in een poging de aankomende Battle of the Bands te winnen.
In een interview in april 2013 liet Andrew Lloyd Webber weten dat hij de toneelrechten op Richard Linklater's film had verkregen en dat hij van plan was dit om te zetten naar een musical, zijn volgende project na het afronden van de West End show Stephen Ward, die zich afspeelt rond de Profumo affaire uit 1963. The composer verklaarde: er zullen nummers voor mij in zitten, maar het bevat al nummers zoals het er nu is en dat hij van Stephen Ward, een soort kamermusical gaat naar een musical over kinderen die gitaar spelen. In mei 2014 werd bekend dat de show waarschijnlijk zijn première op Broadway zou krijgen in plaats van het  Londonse West End vanwege de ontspanne kinderarbeidswetten in de Verenigde Staten en het feit dat het Amerikaanse onderwerp meer op  Broadway paste. Webber kent ook verschillende locaties van de originele School of Rock die "...het soort kinderen produceert die daadwerkelijk kunnen optreden in de show" en dat Groot-Brittannië gelijkaarde scholen moet hebben wil de productie naar Londen kunnen. Desondanks maakte Lloyd Webber later bekend dat hij toch de Londense productie een aantal maanden eerder kon laten beginnen dat verwacht, omdat het makkelijker bleek te zijn om muzikale kindacteurs te vinden.
Op 18 december 2014 werd officieel meegedeeld dat de wereldpremière in de herfst van 2015 zou plaatsvinden op Broadway. Het zou voor het eerst sinds Jesus Christ Superstar in 1971 dat Lloyd Webber een musical op Broadway in plaats van op West End in première zou laten gaan. Het betekende ook een terugkeer voor de componist naar het Winter Garden Theatre waar Cats 18 jaar gespeeld had.
Sprekend over zijn visie op de musical gaf Lloyd Webber aan dat het meer zou richten op de verhalen van de jonge leerlingen van Deweydan in de film gebeurde, verklarende dat "het moet meer afgerond zijn. Ik wil graag meer weten over de kinderen en hun ouders." Sprekend over de muziek gaf hi aan dat er noodzaak was voor andere muziek in plaats van het gebruiken van de volledige filmsoundtrack: "je kan geen uren en uren aan heavy metal in een theater doen, iedereen zou gaan schreeuwen. Dus moeten er ook theaternummers in. En we moeten natuurlijk ook de meest iconische nummers uit de film gebruiken. Het zou zonde zijn om geen Stevie Nicks nummer te gebruiken."
School of Rock kreeg een libretto van Downton Abbey-bedenker Julian Fellowes en Laurence Connor werd aangesteld als de oorspronkelijke regisseur. JoAnn M. Hunter verzorgde de choreografie, set- en kostuumontwerp zijn van Anna Louizos en lichtontwerp  Natasha Katz.

## Verhaal
Eerste akte
De musical begint met een optreden van de band No Vacancy. De gitarist van de band, Dewey Finn, probeert continu om de leadzanger te overschaduwen ("I'm Too Hot for You”) waarop de band besluit hem eruit te trappen vanwege zijn capriolen, waarna Dewey het podium verlaat. De  volgende ochtend wordt Dewey wakker gemaakt in zijn slaapkamer door zijn goede vriend, Ned Schneebly, en Neds dominante vriendin, Patty Di Marco. Patty eist de huur van Dewey terwijl Ned zich achter haar verstopt. Na hun vertrek gaat Dewey verder met zijn dag, hij wordt uit zijn band getrapt en ontslagen bij zijn baan in de platenwinkel, dit allemaal terwijl hij droomt over zijn doorbraak en het worden van een superster ("When I Climb to the Top of Mount Rock"). Naderhand krijgt Dewey een telefoontje van Rosalie Mullins, directeur van de vooraanstaande school Horace Green. Ze vraagt naar Ned, vertellend dat ze een vacature heeft voor een invalleerkracht die negenhonderd dollar per week oplevert —genoeg om de huur te betalen. Dewey, die zich voordoet als Ned, gaat akkoord.
Op Horace Green doet Rosalie haar best om alles gladjes te laten verlopen terwijl ze de ouders begroet die hun kinderen komen brengen ("Horace Green Alma Mater"). Dewey komt te laat aan, met een kater en onvoorbereid voor de dag, de directeur waarschuwt dat "Ned" aan de verwachtingen van de hoge standaarden van de school moet voldoen ("Here at Horace Green"). Dewey komt de klas binnen en stelt zich voor als  Mr. Schneebly. Zijn dertien leerlingen zijn direct op de hoede voor hem. Een van hen, de gespannen Summer Hathaway, probeert hem uit te leggen hoe de hoe de lessen verlopen. Dewey walgt van het systeem. Bij gebrek aan voedsel om zijn kater te bestrijden, brengt Dewey de dag slapend door, waarbij hij zijn kinderen laat doen waar zij zin in hebben.
In het appartement vraagt Patty aan Ned om met haar mee te gaan joggen, maar dat wijst hij af, bewerend dat hij een hoop proefwerken moet beoordelen. Dit begrijpend vertrekt Patty. Echter zodra zij weg is tovert Ned zijn Guitar Hero console tevoorschijn en begint te spelen. Als Dewey thuis komt doet hij met Ned mee en bespreekt diverse onderwerpen zoals lesgeven en hun oude band ("Variation 7”). Na het spel probeert Dewey Ned ervan te overtuigen mee te doen aan zijn muzikale carrière en herinnert hem aan het zijn van een rockster ("Children of Rock”). Echter komt Patty binnen en verstoort hun herinneringssessie. Boos op Dewey herinnert Patty hem eraan dat hij niets meer dan een dromer is die nooit zal slagen in de rockbusiness en geeft hem een ultimatum van dertig dagen: betaal de huur binnen dertig dagen of wordt eruit gezet. ("When I Climb to the Top Of Mount Rock (Reprise)").
De volgende dag op school maakt Dewey ruzie met een andere leraar als hij muziek uit een van de klaslokalen hoort komen. Als hij erachter komt dat ze muziekles hebben van Rosalie ("Queen of the Night"), vraagt hij na welke instrumenten zij spelen. Dewey vertelt zijn leerlingen dat zij deel uitmaken van zijn nieuwe band om mee te doen aan Battle of the Bands. Eerst zoekt hij de instrumentalisten uit: Zack op elektrische gitaar, Katie op bas, Lawrence op de toetsen en Freddy op de drums. He maakt van twee van de meiden—Shonelle en Marcy— achtergrondzangeressen en van twee andere meiden —Madison en Sophie— roadies. Dan gaat hij naar de technische functies. Mason wordt verantwoordelijk voor het licht, James voor de bewaking en een extatische Billy wordt de kledingstylist. Summer is boos dat zijn geen functie heeft zegt dat "groupies sletten zijn" in antwoord op Dewey's eerste voorstel. Dewey benoemt haar dan tot manager van de band. De enige leerling zonder functie is Tomika, het nieuwe verlegen meisje ("You're in the Band"). Vertrouwen hebbende in hun vooruitzichten, deelt Dewey bekende cd's uit aan de leerlingen als huiswerk ("You're in the Band (Reprise)”).
De kinderen gaan naar huis en we werpen een blik in het thuisleven van sommigen. Freddy vertelt zijn vader over de muziek die hij opgekregen heeft om te luisteren als huiswerk. Zijn vader kleineert hem echter, door te zeggen dat hij niet slim is, in tegenstelling tot de andere kinderen op Horace Green. In een ander deel van de stad leest Billy een editie van Vogue verhuld als Sports Illustrated vanwege de druk van zijn vader om football te gaan spelen. Elders vertelt Tomika haar vaders dat zij geen vrienden maakt, noch dat het goed gaat met haar op haar nieuwe school, maar haar ouders wuiven haar weg omdat zij weg zijn van Horace Green. Als laatste probeert Zack met zijn vader te praten over zijn dag, maar zijn vader is een zakelijk telefoongesprek aan het voeren en stuurt hem weg. Gefrustreerd klagen Zack, Tomika, Billy, Freddy en de rest van de studenten dat zij zoveel te vertellen hebben en dat willen aanbieden aan hun ouders en de rest van de wereld, maar dat nog niemand naar hen luistert ("If Only You Would Listen") Na dat er al diverse namen voorgesteld zijn, zeggen Shonelle en Marcy zeggen dat de band School of Rock moet heten. Dewey vindt dit leuk en bedenkt een lied om de indruk te wekken dat hij er klaar voor is ("In the End of Time (A Cappella Version)").
In de lerarenkamer klagen de andere leraren dat de leerlingen ongedisciplineerd zijn geraakt onder leiding van Dewey ook al zijn sommige van deze methodes effectief ("Faculty Quadrille"). In het klaslokaal oefent de band verder aan Dewey's nieuwe nummer ("In the End of Time (Practice Version)"). Na het spelen zegt Dewey hoe goed iederen het doet. Echter, Zack speelt op een strakke en stijve manier en vertelt Dewey dat Zack boos moet worden op  "de man" om echt te kunnen rocken. Hij vertelt ook dat de man verantwoordelijk is voor al het kwaad op de wereld. Dewey en de kinderen worden boos en schreeuwen uit hoe ze voor zichzelf gaan opkomen ("Stick it to the Man"). Omdat ze vastzitten op school besluiten Dewey en de kinderen om het gebouw uit te sluipen om op tijd te komen voor de audities voor de Battle Of The Bands. De kinderen en Dewey komen te laat, als de manager net wil vertrekken haalt Summer hem over te blijven met een leugen over een terminale ziekte en de klas mag alsnog meedoen ("In the End of Time (The Audition)"). Zij kwalificeren zich en vieren hun succes ("Stick it to the Man (Reprise)").
Tweede akte
Zesendertig uur voor Battle of the Bands werken de kinderen hard om zich voor te bereiden voor het evenement, terwijl Dewey een lerarenbijeenkomst bijwoont. De leerlingen stellen vast dat een van de openstaande punten de kostuums is die Billy nog aan niemand getoond heeft. Hij beweert dat ze nog niet klaar zijn, maak Summer laat hem ze toch tonen. Billy, die Lawrence als  ongewild model laat fungeren, toont ze aan iedereen, echter vinden zij het niets. Billy, geërgerd, maar niet ontmoedigt, gaat terug naar de ontwerptafel ("Time to Play"). Tijdens de lerarenbijeenkomst die Rosalie gebruikt om het belang van de ouderavond te benadrukken ontdekt Dewey dat zij stiekem een rocker is en van Stevie Nicks houdt. Dewey raakt in paniek wanneer hij terugkomt in de klas en begint een smoes te bedenken. Tomika verzamelt al haar moed om hem te vertellen dat zij wil zingen. Als Dewey vraagt waarom zij niet reageerde op de oproep voor achtergrondzangeressen, zegt ze dat zij een leadzangeres is. Alhoewel ze in het begin nerveus is, begint Tomika te zingen als de rest niet kijkt en betovert ze haar publiek ("Amazing Grace").
Als Rosalieer aankomt bedekken de leerlingen snel hun instruments met Thanksgiving gerelateerde items en Dewey vervalt in een neples. Wanneer ze dit betwist, beschuldigt Dewey de andere leraren van het gebruik van crack alvorens toe te geven dat hij muziek gebruikt tijdens "saaie" onderwerpen. Na het beweren dat er geen saaie onderwerpen zijn maakt Rosalie bekend dat zij de rest van zijn lessen zal bijwonen. Nerveus tovert Dewey zijn gitaar tevoorschijn en improviseert een nummer over wiskunde ("Math Is a Wonderful Thing"). Rosalie is niet onder de indruk, maar Dewey besluit haar toch uit te vragen naar een kroeg. Later die avond, ontmoeten Rosalie en Dewey elkaar in de kroeg en, na het drinken van een paar drankjes, besluit Dewey een nummer van Stevie Nicks te spelen op de jukebox, waardoor Rosalie zich laat gaan en beklaagt hoe ze voelt dat zij haar innerlijke muziek heeft laten gaan. Omdat Dewey haar hier aan herinnerd heeft, belooft ze, dat als de ouderavond de volgende dag goed gaat, ze Dewey en School of Rock gaat helpen met The Battle of the Bands ("Where Did the Rock Go?"). Dewey geeft Rosalie impulsief een kus en hun wegen scheiden.
Dewey komt thuis net wanneer Patty en Ned de mail bekijken. Naar aanleiding van de ontdekking van Dewey's looncheque op naam van Ned, legt Dewey hem zijn imitatieplan uit. Ned krijgt een paniekaanval, maar Dewey weet hem te kalmeren laat hem beloven het niet aan Patty te vertellen. De volgende dag gaan de leerlingen hun nummer repeteren, maar dan laat Zack weten dat hij zijn eigen song heeft geschreven voor de band in zijn vrije tijd. Dewey is onder de indruk van Zacks talent en laat Zack het nummer leren aan de rest van de klant ("School of Rock (Band Practice)"). Echter middens tijdens de repetitie leid Rosalie onbewust de ouders van de leerlingen het klaslokaal binnen en ze zijn geschokt door wat er gaande is. Met focus op het talent van ieder kind weet Dewey langzaamaan de ouders te overtuigen de band in een positief licht te zien, tot Patty en Ned binnen komen stormen. Met de informatie die ze uit Ned heeft weten krijgen maakt Patty bekend dat Dewey niet Ned Schneebly is, waarna de ouders in furie uitbarsten. In de commotie weten Dewey en de kinderen te ontsnappen ("Dewey's Confession").
Als Rosalie nerveus door de hal loopt, komt ze Mason tegen en ze herinnert hem eraan dat Dewey niet is wie de leerlingen denken dat hij is. Mason werpt tegen dat hij een rolmodel is ongeacht zijn naam. Geraakt hierdoor misleidt Rosalie de ouders om ze meer tijd te geven. De kinderen gebruiken deze tijd om Dewey die zich teruggetrokken heeft op zijn kamer en zijn droom, die hij opgegeven heeft, nieuw leven in te blazen. Onder leiding van Tomika, leggen ze allemaal uit hoezeer ze hem nodig hebbem ("If Only You Would Listen (Reprise)"), dit lijkt niet te werken, tot de rest van de klas die buiten staan Stick it to the man beginnen te zingen. Patty probeer nog eenmaal hen tegen te houden, maar Ned gaat eindelijk tegen haar in en vergezelt hen naar The Battle. De band arriveert net als No Vacancy hun optreden afrond ("I'm Too Hot For You (Reprise)"). Dewey besluit dat ze Zack's nummer moeten spelen en accepteert nieuwe kostuums van Billy. De ouders komen aan, maar worden niet backstage toegelaten door de beveiligers.
De leerlingen beginnen te spelen. Ze spelen Zacks nummer en het publiek gaat uit zijn dak. Hun ouders kijken vanuit een legen zitplek en langzaamaan vallen raken ze onder de indruk. Iedere leerling met een instrument krijgt een solo en Tomika zingt samen met Dewey. Tegen het einde is Zacks verstijfd van trots en moet door Summers moeder weg getrokken worden ("School of Rock (Teacher's Pet)"). Na het optreden feliciteren Rosalie ouders van de band de groep, net als Ned die op is komen draven in een heavy metal uiterlijk. Dewey bekijkt de ouders en de kinderen en heeft eindelijk het gevoel iets bereikt te hebben dat de moeite waard is. No Vacancy wordt aangekondigd als winnaar, maar Dewey vertelt iedereen dat winnen niet belangrijk is, omdat ze iets gedaan hebben wat nog specialer is. Dan Patty komt binnen met een politieagent en probeert Dewey gearresteerd te krijgen voor fraude, maar Rosalie weet de agent ervan te overtuigen dat Hr. Finn de officiële bandcoach is. Om een enthousiaste publiek te behagen geeft de band een encore ("Stick It to the Man (Encore)"). Na het nummer kussen Dewey en Rosalie wederom en Rosalie mengt haar klassieke zingen met de heavy rock music van School of Rock, wat impliceert dat er een verandering komt op Horace Green en zijn curriculum vanwege de band en Dewey ("Finale").

## Personages
De volwassenen
- Dewey Finn: De protagonist, Dewey is een tobbende rockster die uit zijn band No Vacancy is getrapt, aan het begin van de show. Omdat hij geld nodig heeft doet hij zich voor als Ned Schneebly en weet een baan als een invalleerkracht te krijgen op de Horace Green School, waar hij met de leerlingen, die muzikale wonderkinderen zijn, de band School of Rock op. Dewey is gewoonlijk wild, radeloos, naïef, saai en ietwat kinderachtiger dan zijn leerlingen.
- Rosalie Mullins: Rosalie is de directeur van Horace Green en is zeer gespannen en traditioneel op school. Echter voelt ze een intense druk van het werk, wat maakt dat ze zo hooggespannen is. Ze heeft een geheime liefde voor rock-'n'-rollmuziek en verlangt ernaar om zo zorgeloos te zijn als ze ooit was.
- Ned Schneebly: Dewey's goede vriend, voormalig bandmaat en huidig kamergenoot. Ned is erg makkelijk te manipuleren en neigt ernaar om over zich heen te laten lopen, vooral door zijn vriendin Patty. Hij houdt nog steeds van rock-'n'-rollmuziek, maar wordt onder de duim gehouden door Patty. Hij is een invalleerkracht en Dewey doet alsof hij hem is op Horace Green.
- Patty Di Marco: Ned's vriendin. Ze is zeer veeleisend en dominant en laat Ned geen eigen beslissingen nemen. Ze haat Dewey en wil hem uit het appartement en haar en Ned's leven hebben.

De leerlingen
- Summer (manager): Summer is een hoogpresterend meisje dat onzin haat. In eerste instantie kan de Dewey absoluut niet uitstaan, maar gaat van de band —of misschien de macht die er bijkomt— houden doet er alles aan om het te laten slagen. Summer is een van de slimste leerlingen op Horace Green, wat blijkt uit het feit dat ze meer gouden sterren heeft op het prestatiebord dan wie dan ook van de rest. Gedurende de show raakt ze er van overtuigd dat het winnen van "Battle of the Bands" goed zal staan bij haar aanmelding voor de universiteit.
- Tomika (zang): Tomika stapt over naar Horace Green nadat ze van de wachtlijst is geaccepteerd. Ze is verlegen en spreekt met niemand op school. Ze heeft het gevoel dat de niet zo intelligent is als de andere leerlingen. Ze blijkt echter een zeer begaafde zangeres te zijn en wordt de tweede zanger in School of Rock, naast alleen Dewey. Ze is geadopteerd door twee mannen die een stelletje zijn, terwijl ze in de film gewoon haar biologische ouders had.
- Zack (gitarist): Zack is de zoon van een gespannen zakenman die geen tijd heeft voor zijn kinderen. Daardoor houdt Zack een hoop opgekropt en heeft hij problemen met stijfheid met gitaarspelen in het begin. Echter Dewey ontdekt dat Zack een muzikaal wonderkind is, wat blijkt als Zack het lijflied van de band schrijft, Teacher's Pet, terwijl hij pas ongeveer een maand rock music speelt.
- Lawrence (toetsenist): Lawrence is een onzelfverzekerde jongen en is ook nog glutenintolerant. Hij gelooft in eerste instantie dat hij niet cool genoeg is voor de band, maar Dewey weet hem te overtuigen dat hij geweldig is. Aan het begin van de show is Lawrence's enige vriend Tomika, maar hij denkt dat dit niet telt omdat zij nooit praat. Hij is een zeer fantasierijke keyboardspeler en zeer getalenteerd in improvisatie.
- Freddie (drummer): Freddie is een onstuimige jongen wat blijkt als hij continu de bekkens disruptief tegen elkaar slaat tijdens de muziekles. Hij wordt continu verteld dat hij niet intelligent is — zowel door zijn vader als door Summer— maar Freddie en Dewey denken dat hij intelligent is op een andere manier en dat Freddie's vader dat gewoon niet ziet.
- Katie (bassist): Katie is een stil, serieus meisje dat vooral op zichzelf is. Ze speel cello op school, maar heeft onder Dewey's aanmoediging de bas zo onder de knie. Ze is kil als ze speelt en neemt haar instrument en de band serieus, maar niet zo erg als Summer het managen.
- Shonelle en Marcy (achtergrondzang): Shonelle en Marcy zijn stillere meiden die opgaan in de achtergrond. Zij zijn de achtergrond zangeressen van School of Rock en ook getalenteerde dansers. Dewey vertelt hun ouders dat zij de stem van een engel hebben. In de film heten ze Alicia en Marta.
- Billy (stylist): Billy is een flamboyante jongen met een liefde voor styling- en modetijdschriften. Hij walgt van Dewey's kledingkeuzes en hoe niemand anders in de band zijn artistieke visie deelt, maar heeft desondanks vertrouwen in zijn stylingkeuzes. Billy komt uit een familie van footballspelers en zijn vader wil dat hij er ook een wordt, maar Billy heeft daar geen zin in.
- Mason (techniek): Mason is een superslimme, nerdy, tech-savvy jongen alle lichteffecten en special effects voor de band School of Rock creëert met behulp van zijn laptop. Hij is ook erg vergevingsgezind aangezien hij de eerste is die Rosalie accepteert wanneer zij haar hooggespannen act laat vallen. Hij omhelst haar en zegt "U bent de beste, Mevr. Mullins". Daarnaast lijkt hij ook ervaring met pyrotechniek te hebben. Zijn naam in de film is Gordon.
- James (bewaking): James is een norse en stoere jongen die de bewaker van de band wordt. Tijdens de repetities laat Dewey hem bij de deur staan en als James iemand spot die mogelijk het geheim van School of Rock kan ontrafelen — zoals Rosalie of een van de leraren — is het zijn taak om de rest van de band te waarschuwen. In de film heet hij Frankie.
- Sophie en Madison (roadies): Sophie en Madison zijn de roadies van School of Rock, maar aangezien de band niet op tournee gaat, zijn zij in essentie de achtergronddanseressen. Ieder meisje is een getalenteerde danseres en ze kunnen vaak samen gevonden worden, net als Marcy en Shonelle. De roadies dansen meestal nabij Freddy en zijn drumstel. In de film heten ze Eleni en Michelle.

## Geschiedenis van de productie

### Broadway (2015 - heden)
Auditions begonnen op 19 januari 2015 voor kinderen van negen tot vijftien jaar oud. Een deel van de werving werd gedaan via het School of Rock naschoolse opleidingsprogramma (wat al een paar jaar liep voor de film uitkwam) en open audities die werden gehouden New York in de Winter Garden, in Chicago en in Los Angeles.
Op 29 mei 2015 werd bekend dat Alex Brightman de rol of Dewey Finn ging spelen, een rol die in de film door Jack Black gespeeld werd en dat er geënsceneerd concerten van de musical gehouden zouden worden voor een select publiek in het Gramercy Theatre in Manhattan in juni 2015. Sierra Boggess werd gecast als Rosalie.
De openingsproductie begon met tryouts in de Winter Garden op 9 november 2015 met de officiële première op 6 december. Ticket verkoop was gestart op 11 juni. De try-outs waren gepland om te beginnen op 2 november.
Op 8 augustus 2016 speelde Sierra Boggess haar laatste voorstelling als Rosalie Mullins. Zij werd vervangen door Jennifer Gambatese. Op 13 april 2017 werd bekend dat Alex Brightman zou terugkeren als Dewey Finn van 14 april to 30 april, terwijl Eric Petersen op vakantie was.

### Londen (2016 - heden)
Op 7 december 2015 na de Broadway première, deelde Andrew Lloyd Webber mee dat de show naar het Londense West End in de herfst van 2016 met de bedoeling te gaan spelen in het London Palladium.
Op 20 mei 2016 werd bekend dat de musical was bevestigd voor het New London Theatre in plaats van het Palladium met try-outs die op 24 oktober 2016 begonnen, première op 14 november 2016, en start kaartverkoop op 25 mei 2016. Lloyd Webber maakte bekend dat de productie een paar maanden eerder dan verwacht open kon, omdat het makkelijke bleek te zijn om muzikale kindacteurs te vinden.
Het decor van Anna Louizos werd aangepast aan de architectuur van het New London Theatre. Veranderingen omvatten onder andere het verwijderen van het gordijn voor de voorstelling, het gebruik van een draaiend podium en een deel van de actie vindt plaats in de gangen van de zaal. Terwijl de voorstelling zich in Amerika blijft afspelen, werd het script wel enigszins aangepast aan kleine referenties voor een Brits publiek.
The originele London cast omvat David Fynn als Dewey Finn, Florence Andrews als Rosalie Mullins, Oliver Jackson als Ned Schneebly, Preeya Kalidas als Patty Di Marco en Gary Trainor als alternate Dewey. In mei 2017 werd bekend dat David Fynn zou stoppen als Dewey, met zijn laatste voorstelling op 15 mei. 
Fynn's vaste alternate Gary Trainor heeft de rol fulltime overgenomen, wat beteken dat hij 5 shows per week speelt en nieuweling Stephen Leask 3 shows als alternate Dewey. Joel Montague blijft Dewey's understudy.

### U.S. Tour (2017)
De US tour begon in het Auditorium Theatre in Rochester, New York op 30 september 2017.
Op 24 augustus 2017 werd aangekondigd dat Rob Colletti de rol van Dewey Finn zou spelen en Lexie Dorsett Sharp als Rosalie. Andere castleden zijn Matt Bittner als Ned Schneebly, Emily Borromeo als Patty Di Marco en Merrit David Janes als alternate Dewey.

## Muziek
De musical bevat een originele partituur gecomponeerd door Andrew Lloyd Webber, met teksten van Glenn Slater, sound design door Mick Potter en muzikale supervisie door Ethan Popp, aangevuld met muziek uit de film uit 2003. Het bevat ongeveer twaalf originele nummers en drie nummers die zijn overgenomen uit de film.

### Nummers uit de musical
Eerste akte
- "I'm Too Hot for You" – No Vacancy and Dewey
- "When I Climb to the Top of Mount Rock" – Dewey
- "Horace Green Alma Mater" – Rosalie, Students and Teachers
- "Here at Horace Green" – Rosalie
- "Variation 7" – Dewey and Ned
- "Children of Rock" – Dewey and Ned
- "Mount Rock (Reprise)" – Patty
- "Queen of the Night" – Rosalie, Dewey and Gabe
- "You're in the Band" – Dewey and Students
- "You're in the Band (Reprise)" – Dewey and Students
- "If Only You Would Listen" – Students
- "In the End of Time (A Cappella Version)" – Dewey
- "Faculty Quadrille" – Teachers
- "In the End of Time (Band Practice)" – Dewey and Students
- "Stick It to the Man" – Dewey and Students
- "In the End of Time (The Audition)" – Dewey and Students
- "Stick It to the Man (Reprise)" – Dewey and Students

Tweede akte
- "Time to Play" – Summer and Students
- "Amazing Grace" – Tomika
- "Math Is a Wonderful Thing" – Dewey and Students
- "Where Did the Rock Go?" – Rosalie
- "School of Rock (Band Practice)" – Dewey and Students
- "Dewey's Confession" – Dewey, Rosalie, Patty, Ned and Parents
- "If Only You Would Listen (Reprise)" – Tomika and Other Students
- "I'm Too Hot for You (Reprise)" – No Vacancy
- "School of Rock" – Dewey and Students
- "Stick It to the Man (Encore)" – Dewey and Students
- "Finale" – Full Company

### Castalbum
Op 14 september 2015, werd bekendgemaakt dat, voorafgaand aan de première op Broadway, een castalbum opgenomen zou worden. Het album omvat 20 nummers, waaronder drie bonusnummers en het nummer  "Give Up Your Dreams" dat geschrapt is uit de productie tijdens de try-outs. Het album is uitgegeven door Warner Bros. Records en kwam uit op 4 december 2015, vlak voor de Broadway première op 6 december 2015.

| Nr. | Titel                                         | Duur |
| --- | --------------------------------------------- | ---- |
| 1.  | When I Climb to the Top of Mount Rock         | 3.28 |
| 2.  | Horace Green Alma Mater                       | 2.47 |
| 3.  | Here at Horace Green                          | 2.04 |
| 4.  | Variation 7 / Children of Rock                | 4.23 |
| 5.  | Give Up Your Dreams                           | 3.20 |
| 6.  | Queen of the Night                            | 1.59 |
| 7.  | You’re in the Band                            | 4.55 |
| 8.  | If Only You Would Listen                      | 3.12 |
| 9.  | In the End of Time (A Cappella Version)       | 2.11 |
| 10. | Faculty Quadrille                             | 2.24 |
| 11. | Stick It to the Man                           | 3.12 |
| 12. | Time to Play                                  | 3.36 |
| 13. | Where Did the Rock Go?                        | 4.15 |
| 14. | Dewey's Confession                            | 1.40 |
| 15. | Act 2, Scene 8: Dewey's Bedroom               | 5.08 |
| 16. | School of Rock (Teacher's Pet)                | 4.17 |
| 17. | Finale                                        | 3.37 |
| 18. | I'm Too Hot for You (Bonus Track)             | 3.26 |
| 19. | If Only You Would Listen (Bonus Track)        | 3.35 |
| 20. | In the End of Time (Rock Version Bonus Track) | 2.01 |

## Voornaamste rollen en originele cast
| Personage        | Original Broadway Cast (2015) | Original West End Cast (2016)                           | First US Tour Cast (2017) |
| ---------------- | ----------------------------- | ------------------------------------------------------- | ------------------------- |
| Dewey Finn       | Alex Brightman                | David Fynn                                              | Rob Colletti              |
| Rosalie Mullins  | Sierra Boggess                | Florence Andrews                                        | Lexie Dorsett Sharp       |
| Ned Schneebly    | Spencer Moses                 | Oliver Jackson                                          | Matt Bittner              |
| Patty Di Marco   | Mamie Parris                  | Preeya Kalidas                                          | Emily Borromeo            |
| Shonelle         | Taylor Caldwell               | Amelia Poggenpoel Jaydah Bell-Rickets Shoshana Ezequiel | Olivia Bucknor            |
| Katie            | Evie Dolan                    | Lois Jenkins Sophia Pettit Selma Hansen                 | Theodora Silverman        |
| James            | Jersey Sullivan               | Sonny Kirby Bradley Bissett Denzel Eboji                | Tommy Ragen               |
| Sophie           | Corinne Wilson                | Lola Moxom Grace Schneider Mia Roberts                  | Gabriella Uhl             |
| Marcy            | Carly Gendell                 | Natasha Raphael Leah Levman Madeleine Haynes            | Chloe Anne Garcia         |
| Mason            | Ethan Khusidman               | Ben Dawsom Lucas Chow Presley Charman                   | Carson Hodge              |
| Freddy           | Dante Melucci                 | Bailey Cassell Noah Key Jude Harper-Wrobel              | Gilberto Moretti-Hamilton |
| Tomika           | Bobbi Mackenzie               | Amma Ris Adithi Sujith Nicole Dube                      | Gianna Harris             |
| Zack             | Brandon Niederauer            | Toby Lee Jake Slack Tom Abisgold                        | Phoenix Schuman           |
| Billy            | Luca Padovan                  | Jobe Hart Logan Walmsley Joshua Vaughan                 | John Michael Pitera       |
| Lawrence         | Jared Parker                  | Giles Carden Oscar Francisco James Lawson               | Theo Mitchell-Penner      |
| Summer           | Isabella Russo                | Isabelle Methven Lucy Simmonds Eva Trodd                | Ava Briglia               |
| Madison/Matthew* | Shahadi Wright Joseph         | Jacob Swann Zachary Dowlatshahi Harry Egerton           | N/A                       |

* Het personage Madison is veranderd in Matthew in de West End productie

## Kritische ontvangst
De meeste reviews voor School of Rock waren positief. Velen waren gericht op de kindacteurs. David Rooney, van The Hollywood Reporter, prees de jonge rockers, "de show weet heel goed dat haar belangrijkste aanwinst de cast van belachelijk getalenteerde kinderen, variërend in leeftijd van negen tot dertien jaar, is. Ze leveren een vreugdevolle explosie van uitdagende analoge vitaliteit in een gemaakte digitale wereld." David Cote schreef voor Time Out: New York, "We verwachten schattige kinderen in uniform, een spastische Dewey en face-melting riffs—samen met hartverscheurende familie dingen. Het werkte voor de film en wow het werkt op Broadway ... Voor zij die School of Rock gaan liefhebben: Wij groeten u." Robert Kahn van WNBC televisiestation in New York was het ermee eens, "Het verhaal reikt me niet bijzonder voor, maar ik zal niet snel de gevoelensvolle sfeer van de talentvolle jonge artiesten vergeten."
Volgens Rooney "is Boggess is heerlijk in wat in de show het dichts bij een vrouwelijke hoofdrol komt". Brightman's optreden werd ook geprezen met Cote die schrijft "het geheime wapen en de lijm die alles bij elkaar houdt is een waanzinnig winnende supernova beur van Alex Brightman als Dewey". Matt Windman van AM: New York schreef "Brightman komt over als een zachte versie van Jack Black, maar nog steeds luid en onstuimig en een echte klasclown". Chris Jones van de Chicago Tribune merkte op "Wat belangrijkste is — en wat voor de show werkt — is dat Brightman duidelijk heeft ontwikkeld kan tonen dat hij een emotionele band heeft ontwikkeld met zijn band".
Cote merkt op "Je moet gebrek aan gevoel voor humor hebben, wil je niet genieten van Webber’s zwierige nagebooste partituur, die elegante melodieën verstopt in standaard stadionstompers". Maar Jones suggereert: "de altijd snuggere Andrew Lloyd Webber heeft zichzelf en zijn deuntjes meer op de achtergrond gehouden". Marilyn Stasio van Variety merkt op dat "nummers geschreven hebbende voor zwerfkatten and speelgoedtreinen, heeft Webber de ideale gevoeligheid om om te betrekken bij kinderen wier freakachtige talenten hen misschien een beetje ... eigenaardig kunnen laten lijken in een wereld van Jan met de petten". Kahn beweerde echter: " Ik kan me niet indenken dat de grote nummers hier van een volgend leven zullen genieten; ze zijn inferieur aan zijn eerdere confecties".
School of Rock roept vergelijkingen op met andere musicals, waarbij Michael Dale van Broadway World het beschouwt als "The Sound of Music zonder de  Nazi's". Rooney beweert dat Lloyd Webber zijn "Jesus Christ Superstar rockwortels herziet". Volgens to Cote "heeft School of Rock diverse lessen geleerd van Rent, Spring Awakening en Matilda en geeft ze door aan een nieuwe generatie".
Jack Black zelf bezocht een optreden op zondag en vertelde de cast achteraf: "er waren zo vaak momenten waarop ik dacht, ‘Ik had dit nooit zo goed kunnen doen.’ Jullie lieten mij lachen. Jullie lieten mij huilen. Jullie lieten mij rocken.’"

## Prijzen en onderscheidingen

### Originele Broadway productie
| Jaar | Prijsuitreiking              | Categorie                                | Genomineerde                        | Resultaat   |
| ---- | ---------------------------- | ---------------------------------------- | ----------------------------------- | ----------- |
| 2016 | Tony Awards                  | Best Musical                             | Best Musical                        | Genomineerd |
| 2016 | Tony Awards                  | Best Book of a Musical                   | Julian Fellowes                     | Genomineerd |
| 2016 | Tony Awards                  | Best Original Score                      | Andrew Lloyd Webber en Glenn Slater | Genomineerd |
| 2016 | Tony Awards                  | Best Actor in a Musical                  | Alex Brightman                      | Genomineerd |
| 2016 | Drama Desk Award             | Outstanding Musical                      | Outstanding Musical                 | Genomineerd |
| 2016 | Drama Desk Award             | Outstanding Music                        | Andrew Lloyd Webber                 | Genomineerd |
| 2016 | Drama Desk Award             | Outstanding Orchestrations               | Andrew Lloyd Webber                 | Genomineerd |
| 2016 | Drama Desk Award             | Outstanding Lyrics                       | Glenn Slater                        | Genomineerd |
| 2016 | Drama Desk Award             | Outstanding Sound Design in a Musical    | Mick Potter                         | Genomineerd |
| 2016 | Outer Critics Circle Award   | Outstanding Actor in a Musical           | Alex Brightman                      | Genomineerd |
| 2016 | Broadway.com Audience Awards | Favorite Musical                         | Favorite Musical                    | Genomineerd |
| 2016 | Broadway.com Audience Awards | Favorite Actor in a Musical              | Alex Brightman                      | Genomineerd |
| 2016 | Broadway.com Audience Awards | Favorite Breakthrough Performance (Male) | Alex Brightman                      | Genomineerd |
| 2016 | Broadway.com Audience Awards | Favorite Funny Performance               | Alex Brightman                      | Genomineerd |
| 2016 | Broadway.com Audience Awards | Favorite Onstage Pair                    | Alex Brightman & Sierra Boggess     | Genomineerd |
| 2016 | Broadway.com Audience Awards | Favorite Featured Actress in a Musical   | Sierra Boggess                      | Genomineerd |
| 2016 | Drama League Award           | Outstanding Production of a Musical      | Outstanding Production of a Musical | Genomineerd |
| 2016 | Drama League Award           | Distinguished Performance                | Alex Brightman                      | Genomineerd |

### Originele West End productie
| Jaar | Prijsuitreiking         | Categorie                        | Genomineerde                                                                     | Resultaat   |
| ---- | ----------------------- | -------------------------------- | -------------------------------------------------------------------------------- | ----------- |
| 2017 | WhatsOnStage Awards     | Best New Musical                 | Best New Musical                                                                 | Gewonnen    |
| 2017 | Laurence Olivier Awards | Best New Musical                 | Best New Musical                                                                 | Genomineerd |
| 2017 | Laurence Olivier Awards | Best Actor in a Musical          | David Fynn                                                                       | Genomineerd |
| 2017 | Laurence Olivier Awards | Outstanding Achievement in Music | Three children's bands who play music live every night at the New London Theatre | Gewonnen    |